# 갈리에누스
갈리에누스(Publius Licinius Egnatius Gallienus , 218년경~268년)는 로마 제국의 33대 황제로 아버지 발레리아누스와 함께 공동황제로 다스리다가 260~268년까지는 단독 황제로 지냈다. 갈리에누스는 아버지 발레리아누스가 253년 황제가 되자 공동황제로 올라 라인강 유역을 다스려 고트족들과 여러 차례 싸웠고 258년에는 밀라노에서 알레만니 부족동맹을 물리쳤으며 일리리쿰에서 잉게누우스와 레갈리아누스의 반란을 진압했다.
260년 6월 아버지 발레리아누스가 페르시아 왕 샤푸르 1세의 포로가 되어 죽자 단독 황제로 올랐다. 그러나 서방에서 반란이 일어나 갈리아 제국이 세워졌으며, 동방에서는 팔미라의 지배자가 후일 팔미라 제국으로 독립하는 팔미라 번왕국을 세우는 것을 허락, 시리아와 이집트, 팔레스티나가 사실상 제국에서 독립, 제국은 3등분 되어 아우렐리아누스 황제의 시대에 와서야 다시 통일되었다. 원로원 의원의 군대 진출을 금지하는 칙령을 발표하였으며, 268년에 메디올라눔 반란 당시 반란군 장군을 포위하다가 살해당했다.

## 같이 보기
- 로마 황제 연대표

| 전임 - | 로마 제국 황제 (공동) 253년 - 260년 | 후임 갈리에누스 (단독) |

| 전임 발레리아누스 갈리에누스 (공동) | 제34대 로마 제국 황제 260년 - 268년 | 후임 클라우디우스 고티쿠스 |